# Rodrigo Campagnaro
Rodrigo Anselmo Campagnaro (Pato Branco, 2 gennaio 1983) è un giocatore di calcio a 5 brasiliano naturalizzato italiano.

## Carriera

### Club
Centrale difensivo grintoso e rude, esordisce nel campionato paranense nelle file del Sao Miguel con cui vince due titoli, per trasferirsi quindi al Foz Futsal. Nel 2003 si trasferisce al San Paolo Pisa con la cui formazione Under 21 vince una Coppa Italia di categoria, risultando decisivo nella finale contro lo Stabia vinta per 6-4 grazie a una sua tripletta. Con la formazione toscana viene impiegato anche nel campionato di Serie A2, contribuendo nella stagione 2003-04 alla vittoria dei play-off promozione. Dopo una stagione giocata in Brasile si accorda con il Perugia con cui vince uno scudetto e una Supercoppa italiana. Nel dicembre 2005 scende di categoria per indossare la maglia del Bisceglie con cui sfiora la promozione in Serie A. Durante l'estate la società è ripescata nella massima serie e Campagnaro vi prosegue la sua militanza, diventando uno dei pilastri della squadra di Leopoldo Capurso che nel 2007 gli consegnerà la fascia di capitano.
Nell'agosto 2008 viene acquistato a titolo definitivo dalla Luparense in uno scambio che vede Daniel Ottoni fare il percorso inverso. Durante il biennio con i lupi Campagnaro vince il proprio secondo scudetto e una Supercoppa italiana, sebbene durante la seconda stagione venga scarsamente utilizzato e faccia ritorno in Brasile.
Nella stagione seguente raggiunge Massimo Ronconi, già suo allenatore ai tempi del Perugia, al Potenza in Serie B; l'esperienza del difensore in Basilicata si conclude tuttavia nel marzo successivo quando rescinde l'accordo per fare ritorno nella Liga Futsal dove gioca con l'Umuarama. Nel luglio 2012 viene tesserato dal Pescara ma è messo ben presto fuori rosa insieme ai compagni Correia e Martino per motivi disciplinari. Nella finestra dedicata ai trasferimenti invernali il giocatore è ceduto al Verona.

### Nazionale
In possesso della doppia cittadinanza, Campagnaro ha disputato un'unica partita con la nazionale italiana ovvero l'amichevole del 19 novembre 2006 vinta dagli azzurri per 3-2 contro l'Iran.

## Palmarès

### Competizioni giovanili
- Coppa Italia Under 21: 1

San Paolo Pisa: 2002-03

### Competizioni Nazionali
- Campionato italiano: 2

Perugia: 2004-05
Luparense: 2008-09
- Supercoppa italiana: 2

Perugia: 2005
Luparense: 2009